# Paracolletes leptospermi
Paracolletes leptospermi är en biart som beskrevs av Cockerell 1912. Paracolletes leptospermi ingår i släktet Paracolletes och familjen korttungebin. Inga underarter finns listade i Catalogue of Life.